# Mauricio Montero
Mauricio Montero Chinchilla (Grecia, 19 ottobre 1963) è un ex calciatore costaricano, di ruolo difensore.

## Carriera
Partecipò al Campionato mondiale di calcio 1990 e alla CONCACAF Gold Cup del 1991. Conta 445 presenze in massima serie costaricana.